# Tillandsia yunckeri
Tillandsia yunckeri är en gräsväxtart som beskrevs av Lyman Bradford Smith. Tillandsia yunckeri ingår i släktet Tillandsia och familjen Bromeliaceae. Inga underarter finns listade i Catalogue of Life.